# John Sender
John Sender es profesor emérito de Economía de la School of Oriental and African Studies (SOAS), Universidad de Londres y recientemente ha sido Visiting Senior Fellow en Estudios del Desarrollo en la Universidad de Cambridge. 
Fue asesor de la Comisión Presidencial de Nelson Mandela sobre Empleo y Crédito Rural, además de consultor para la FAO, IFAD, UNRISD, OIT, UNIDO y PNUD. Sus líneas de investigación y experiencia de planificación del desarrollo incluyen países como Tanzania, Sri Lanka, Ghana, Zambia, Kenia, Mozambique, Nigeria, Etiopía, Indonesia, China, Corea del Norte y Vietnam. 

## Algunas publicaciones
- 'Divorced, separated and widowed women workers in rural Mozambique' en Feminist Economics (con Carlos Oya, 2009)
- 'Women working for wages: putting flesh on the bones of a rural labour market survey in Mozambique' (con Christopher Cramer y Carlos Oya, 2008) en el Journal of Modern African Studies
- 'Prospects for on-farm self employment and poverty reduction: an analysis of the South African Income and Expenditure Survey 2000' (con K. Palmer, 2006) en el Journal of Contemporary African Studies
- 'Quantifying poverty in Viet Nam: who counts?' Journal of Vietnamese Studies (con Jonathan Pincus, 2007).
- 1996. Restructuring the labour market: the South African challenge. An ILO country review. (con Guy Standing, y John Weeks). 502 pp. ISBN 9221095134
- 1996. Poverty, class, and gender in rural Africa: a Tanzanian case study. (con Sheila Smith) 194 pp. ISBN 0415052467 en línea
- 1980. Imperialism, pioneer of capitalism (con Bill Warren). 274 pp. ISBN 0860910350

- Datos: Q5933585